# سارنتینو
سارنتینو (به ایتالیایی: Sarentino) یک منطقهٔ مسکونی در ایتالیا است که در تیرول جنوبی واقع شده‌است.

## خصوصیات
سارنتینو ۳۰۲٫۳ کیلومترمربع مساحت و ۶٬۹۰۲ نفر جمعیت دارد و ۹۰۰ متر بالاتر از سطح دریا واقع شده‌است.

## خواهرخوانده
شهر اشملتس خواهرخواندهٔ سارنتینو هست.